# Piaskojeż etiopski
Piaskojeż etiopski, jeż etiopski (Paraechinus aethiopicus) – gatunek ssaka z rodziny jeżowatych (Erinaceidae).

## Dane liczbowe
- długość – 14–23 cm
- masa – 400–700 g
- długość życia – do 10 lat
- długość ciąży – 5–6 tygodni
- liczba młodych – 2–6

## Występowanie
Pustynne rejony na obrzeżach Sahary oraz Półwysep Arabski. Gatunek rozpowszechniony, niezagrożony wyginięciem.

## Tryb życia
Żyje samotnie, owadożerny, prowadzi nocny tryb życia, w czasie dnia wypoczywa w wykopanych przez siebie norkach.
Ma bardzo duże uszy, pomocne przy regulacji ciepłoty ciała.
Jeśli temperatura otoczenia spadnie poniżej 20 stopni jeż etiopski zapada w krótki „sen zimowy”.